# Martin Bill
Martin Leonard Hinnrich Bill (* 27. Juli 1982 in Hamburg) ist ein deutscher Politiker (Bündnis 90/Die Grünen). Er ist seit 2020 Staatsrat in der Behörde für Verkehr und Mobilitätswende unter Senator Anjes Tjarks. Von 2013 bis 2020 war er Mitglied der Hamburgischen Bürgerschaft und von 2017 bis 2021 stellvertretender Vorsitzender von Bündnis 90/Die Grünen Hamburg.

## Berufliches und Privates
Nach dem Abitur 2002 am Heilwig-Gymnasium studierte Bill Rechtswissenschaft an der Universität Hamburg mit dem Schwerpunkt Bau- und Umweltrecht. Nach dem Referendariat am Hanseatischen Oberlandesgericht folgte 2012 das Zweite juristische Staatsexamen. Bill arbeitete als Fachanwalt für Verwaltungsrecht in der Hamburger Kanzlei elblaw Rechtsanwälte. Er ist verheiratet und hat zwei Kinder.

## Politischer Werdegang
Bill war ab 2000 Mitglied der Grünen Jugend und war dort von 2001 bis 2005 im Landesvorstand, zuletzt als Landesvorsitzender. Seit 2003 war er in bezirklichen Ausschüssen in Hamburg-Nord, von 2004 bis 2013 Bezirksabgeordneter. Thematische Schwerpunkte waren hier Verkehrspolitik und Stadtentwicklung. Nach der Wahl zur Bezirksversammlung 2008 war Bill stellvertretender Vorsitzender der Bezirksversammlung Hamburg-Nord. Am 22. Oktober 2013 rückte Martin Bill für Anja Hajduk in die Hamburgische Bürgerschaft nach. In der Grünen-Fraktion war Bill Fachsprecher für die Themen Umwelt, Klima- und Naturschutz.
Bei der Bürgerschaftswahl 2015 errang Bill ein Direktmandat in seinem Wahlkreis. In der folgenden 21. Legislaturperiode war er Mitglied im Verkehrsausschuss.
Am 24. Juni 2017 wurde Bill auf der Landesmitgliederversammlung von Bündnis 90/Die Grünen Hamburg zum stellvertretenden Landesvorsitzenden gewählt. Er setzte sich mit 62,3 Prozent der Stimmen gegen die vormalige Beisitzerin Linda Heitmann durch. Am 27. April 2019 wurde er mit 92,3 Prozent der Stimmen in diesem Amt wiedergewählt.
Am 23. Februar 2020 gelang Bill erneut der Einzug in die Hamburgische Bürgerschaft. Am 11. Juni 2020 wurde er zum Staatsrat in der neu eingerichteten Behörde für Verkehr und Mobilitätswende ernannt; einen Tag zuvor legte er sein Mandat als Bürgerschaftsmitglied nieder.

## Kontroversen
Nach der Bezirksversammlungswahl im Mai 2019 erhob der Grünen-Landesvorstand um die Landesvorsitzende Anna Gallina und ihren Stellvertreter Martin Bill Islamismus-Vorwürfe gegen zwei in die Bezirksversammlung Hamburg-Mitte gewählte Grünen-Mitglieder, die deswegen nicht in die dortige Grünen-Fraktion aufgenommen wurden. Vier weitere Grünen-Mitglieder solidarisierten sich mit den beiden und gründeten mit ihnen eine Fraktion, wodurch die Grünen-Fraktion den Status als größte Fraktion an die SPD-Fraktion verlor. Die sechs Personen bestritten die Vorwürfe und vermuteten, dass Gallinas damaliger Lebensgefährte Michael Osterburg, der bis zur Wahl Vorsitzender der Grünen-Fraktion in der Bezirksversammlung Hamburg-Mitte war und für die Wahl nicht mehr nominiert wurde, für die Vorwürfe verantwortlich ist. Im Oktober 2019 traten die sechs Personen aus der Partei aus und schlossen sich der SPD an. Die Kreisverbände von SPD, CDU und FDP schlossen anschließend eine Koalition. Im November 2019 stellten die beiden Beschuldigten eine Strafanzeige gegen die Landesvorsitzende Anna Gallina, ihren Stellvertreter Martin Bill und Gallinas ehemaligen Lebensgefährten Michael Osterburg wegen Beleidigung, übler Nachrede und Verleumdung. Ein von der Staatsanwaltschaft Hamburg eingeleitetes Ermittlungsverfahren wurde im Juli 2020 ohne Aufnahme von Ermittlungen eingestellt, weil die Strafanzeige nicht innerhalb von drei Monaten nach Bekanntwerden der möglichen Tat gestellt wurde.